# Miyoshi (Saitama)
Miyoshi (jap. 三芳町 Miyoshi-machi) – miasto w Japonii, na wyspie Honsiu, w prefekturze Saitama. Według danych na rok 2020 miejscowość zamieszkiwało 38 434 mieszkańców , a gęstość zaludnienia wyniosła 2507,1 os./km².